# Campionati europei di atletica leggera 2016 - 5000 metri piani femminili
La specialità dei 5000 metri piani femminili dei campionati europei di atletica leggera di Amsterdam 2016 si è svolta il 9 luglio 2016.

## Programma
| Data          | Ora   | Evento |
| ------------- | ----- | ------ |
| 9 luglio 2016 | 21:05 | Finale |

Ora locale (UTC+2).

## Risultati

### Finale
| Class   | Nome                      | Nazione       | Tempo    | Note |
| ------- | ------------------------- | ------------- | -------- | ---- |
| Oro     | Yasemin Can               | Turchia       | 15:18.15 |      |
| Argento | Meraf Bahta               | Svezia        | 15:20.54 |      |
| Bronzo  | Steph Twell               | Gran Bretagna | 15:20.70 |      |
| 4       | Susan Kuijken             | Paesi Bassi   | 15:23.87 | SB   |
| 5       | Laura Whittle             | Gran Bretagna | 15:24.18 |      |
| 6       | Eilish McColgan           | Gran Bretagna | 15:28.53 |      |
| 7       | Louise Carton             | Belgio        | 15:42.79 |      |
| 8       | Geleto Tola               | Germania      | 15:43.30 |      |
| 9       | Kristiina Mäki            | Rep. Ceca     | 15:52.90 |      |
| 10      | Deirdre Byrne             | Irlanda       | 15:53.67 |      |
| 11      | Alexi Pappas              | Grecia        | 15:56.75 |      |
| -       | Maren Kock                | Germania      | dnf      |      |
| -       | Mary Cullen               | Irlanda       | dns      |      |
| -       | Trihas Gebre              | Spagna        | dns      |      |
| -       | Karoline Bjerkeli Grøvdal | Norvegia      | dns      |      |
| -       | Maureen Koster            | Paesi Bassi   | dns      |      |